# Gran Premio di superbike di Shah Alam 1990
Il Gran Premio di Superbike di Shah Alam 1990 è stato disputato il 4 novembre sul Circuito di Shah Alam come undicesima delle tredici prove in calendario nel campionato mondiale Superbike 1990 e ha visto la vittoria di Fabrizio Pirovano in gara 1, lo stesso pilota si è poi ripetuto anche in gara 2.
Si è trattato della prima prova dall'inizio del campionato mondiale Superbike nel 1988 che è stata disputata in territorio malese.

## Risultati

### Gara 1

#### Arrivati al traguardo[1]
| Pos. | Nº | Pilota            | Motocicletta | Tempo     | Griglia | Punti |
| ---- | -- | ----------------- | ------------ | --------- | ------- | ----- |
| 1º   | 4  | Fabrizio Pirovano | Yamaha       | 39:04.610 | 3º      | 20    |
| 2º   | 11 | Robert Phillis    | Kawasaki     | +0:00.310 | 1º      | 17    |
| 3º   | 2  | Stéphane Mertens  | Honda        | +0:06.300 | 6º      | 15    |
| 4º   | 3  | Raymond Roche     | Ducati       | +0:19.210 | 2º      | 13    |
| 5º   | 19 | Robert McElnea    | Yamaha       | +0:19.990 | 4º      | 11    |
| 6º   | 37 | Peter Goddard     | Yamaha       | +0:21.090 | 5º      | 10    |
| 7º   | 7  | Terry Rymer       | Yamaha       | +0:39.440 | 7º      | 9     |
| 8º   | 16 | Malcolm Campbell  | Honda        | +0:39.770 | 8º      | 8     |
| 9º   | 9  | Jari Suhonen      | Yamaha       | +0:48.930 | 10º     | 7     |
| 10º  | 50 | René Bongers      | Yamaha       | +0:49.060 | 13º     | 6     |
| 11º  | 23 | James Knight      | Kawasaki     | +1:07.080 | 12º     | 5     |
| 12º  | 5  | Anders Andersson  | Yamaha       | +1:19.460 | 14º     | 4     |
| 13º  | 30 | Simon Crafar      | Yamaha       | +1:31.270 | 21º     | 3     |
| 14º  | 33 | Seng Kooi Tai     | Honda        | +1 giro   | 15º     | 2     |
| 15º  | 29 | Charo Nattavude   | Kawasaki     | +1 giro   | 17º     | 1     |
| 16º  | 27 | Trevor Jordan     | Suzuki       | +1 giro   | 19º     |       |
| 17º  | 22 | Simon Buckmaster  | Kawasaki     | +1 giro   | 22º     |       |
| 18º  | 10 | Michael Dowson    | Kawasaki     | +2 giri   | 11º     |       |

#### Ritirati
| Nº | Pilota            | Motocicletta | Giri     | Griglia |
| -- | ----------------- | ------------ | -------- | ------- |
| 28 | Matthew Blair     | Suzuki       | +5 giri  | 16º     |
| 32 | Meng Heng Kuan    | Yamaha       | +9 giri  | 24º     |
| 47 | Saen Choeisak     | Yamaha       | +17 giri | 23º     |
| 36 | Takahiro Sohwa    | Kawasaki     | +18 giri | 9º      |
| 31 | Cletus Adi Haslam | Yamaha       | +21 giri | 18º     |
| 38 | Fabian Looi       | Honda        | +24 giri | 20º     |

### Gara 2

#### Arrivati al traguardo[2]
| Pos. | Nº | Pilota            | Motocicletta | Tempo     | Griglia | Punti |
| ---- | -- | ----------------- | ------------ | --------- | ------- | ----- |
| 1º   | 4  | Fabrizio Pirovano | Yamaha       | 34:30.860 | 3º      | 20    |
| 2º   | 11 | Robert Phillis    | Kawasaki     | +0:00.280 | 1º      | 17    |
| 3º   | 3  | Raymond Roche     | Ducati       | +0:01.720 | 2º      | 15    |
| 4º   | 2  | Stéphane Mertens  | Honda        | +0:08.480 | 6º      | 13    |
| 5º   | 19 | Robert McElnea    | Yamaha       | +0:09.140 | 4º      | 11    |
| 6º   | 37 | Peter Goddard     | Yamaha       | +0:09.430 | 5º      | 10    |
| 7º   | 7  | Terry Rymer       | Yamaha       | +0:29.840 | 7º      | 9     |
| 8º   | 9  | Jari Suhonen      | Yamaha       | +0:34.780 | 10º     | 8     |
| 9º   | 16 | Malcolm Campbell  | Honda        | +0:34.960 | 8º      | 7     |
| 10º  | 50 | René Bongers      | Yamaha       | +0:49.890 | 13º     | 6     |
| 11º  | 23 | James Knight      | Kawasaki     | +0:50.130 | 12º     | 5     |
| 12º  | 5  | Anders Andersson  | Yamaha       | +1:08.080 | 14º     | 4     |
| 13º  | 30 | Simon Crafar      | Yamaha       | +1:24.060 | 21º     | 3     |
| 14º  | 10 | Michael Dowson    | Kawasaki     | +1:25.230 | 11º     | 2     |
| 15º  | 47 | Saen Choeisak     | Yamaha       | +1:29.570 | 23º     | 1     |
| 16º  | 29 | Charo Nattavude   | Kawasaki     | +1:30.010 | 17º     |       |
| 17º  | 33 | Seng Kooi Tai     | Honda        | +1 giro   | 15º     |       |
| 18º  | 31 | Cletus Adi Haslam | Yamaha       | +1 giro   | 18º     |       |
| 19º  | 22 | Simon Buckmaster  | Kawasaki     | +1 giro   | 22º     |       |

#### Ritirati
| Nº | Pilota         | Motocicletta | Giri     | Griglia |
| -- | -------------- | ------------ | -------- | ------- |
| 36 | Takahiro Sohwa | Kawasaki     | +5 giri  | 9º      |
| 38 | Fabian Looi    | Honda        | +15 giri | 20º     |
| 28 | Matthew Blair  | Suzuki       | +17 giri | 16º     |
| 32 | Meng Heng Kuan | Yamaha       | +20 giri | 24º     |
| 27 | Trevor Jordan  | Suzuki       | +20 giri | 19º     |